# سابانيتا (كولومبيا)
سابانيتا بلدة وبلدية في كولومبيا تقع في وادي أبورا في إدارة أنتيوكيا، تحدها بلدية إيتاغوي شمالاً، وإنفيغادو شرقاً ، وإدارة كالداس جنوباً ، ولا إستريلا غرباً، تُعد من أصغر البلديات في البلاد من حيث المساحة، بمساحة 15 كيلومترًا مربعًا فقط، لكنها من بين الأكثر كثافة سكانية .

## نبذه
تتحد مع بلدية إنفيغادو التي بدورها متحدة مع بلدية إيتاغوي وهي جزء من المنطقة الحضرية لوادي أبورا .
تقع جنوب مدينة ميديلين، وتُعد جزءًا من منطقتها الحضرية، تبعد عنها حوالي 15 كيلومترًا فقط، ويربطها بها مترو وادي أبورا، يبلغ ارتفاعها نحو 1,750 مترًا فوق مستوى البحر، ويغلب على مناخها الاعتدال والدفء.